# 西岩国駅

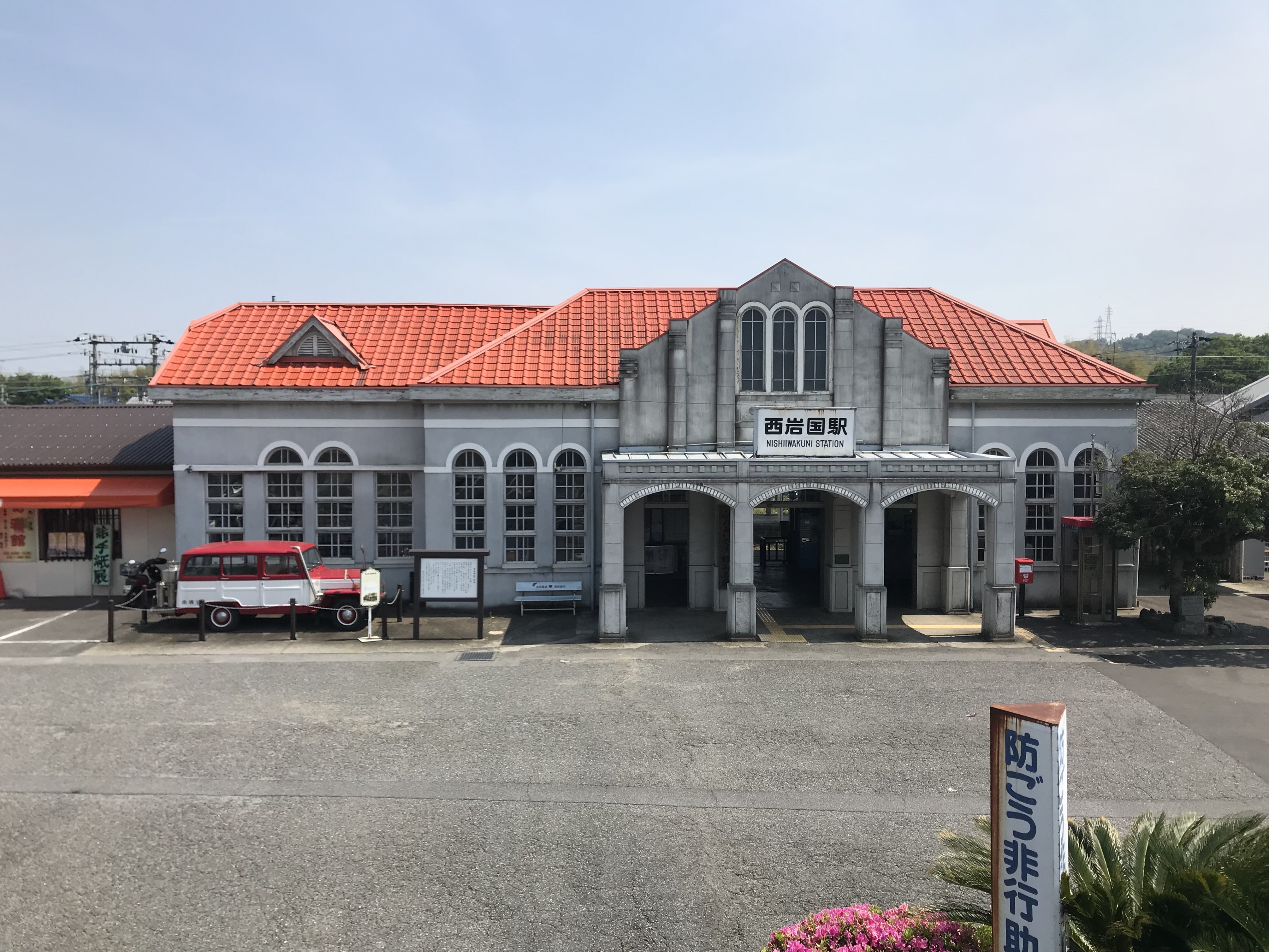
駅舎（2018年5月、別の角度から）

西岩国駅（にしいわくにえき）は、山口県岩国市錦見（にしみ）六丁目にある、西日本旅客鉄道（JR西日本）岩徳線の駅である。
川西駅から乗り入れる錦川鉄道錦川清流線の列車も利用可能であるが、当駅を含む岩国駅 - 川西駅間はJR線への片乗り入れという扱いのため、錦川鉄道の列車であってもJRの運賃が適用される。

## 歴史
- 1929年（昭和4年）4月5日：岩徳線部分開業時の終着たる、岩国駅として開業[1]（それまでの山陽本線岩国駅はこの時麻里布駅に改称）。駅員数：10名（駅長を含む）。
  - 開業記念の相撲大会等が行なわれた。
- 1932年（昭和7年）5月29日：岩徳線が岩徳東線に改称され、当駅もその所属となる[2]。
- 1934年（昭和9年）9月6日：省営自動車岩日線（出会橋 - 日原間）開通により麻里布 - 岩国 - 日原間連絡[3]。
- 1934年（昭和9年）12月1日：岩徳東線が山陽本線麻里布駅 - 櫛ケ浜駅間の新線として組み込まれ、当駅もその所属となる[2]。
- 1942年（昭和17年）4月1日：西岩国駅に改称（麻里布駅を再び岩国駅へ改称）[2]。
- 1944年（昭和19年）10月11日：山陽本線の岩国駅 - 櫛ヶ浜駅間が元の柳井駅経由に戻されたため、岩徳線の所属となる[2]。
- 1961年（昭和36年）6月6日：当駅での貨物の取扱いを廃止[4]。
- 1979年（昭和54年）4月5日：開業50周年記念。
  - 記念植樹および駅名由来標示の設置を行う。
  - 駅舎の永久保存のための復元工事がなされる[5]。（待合室の照明やベンチ、改札口柵など）
  - この時点の駅員数：駅長以下12名（旅客担当、荷物営業）
- 1984年（昭和59年）2月1日：荷物扱い廃止[4]。
- 1987年（昭和62年）4月1日：国鉄分割民営化により、西日本旅客鉄道の駅となる[4]。
- 1992年（平成4年）12月1日：無人駅となる[6]。
- 2004年（平成16年）7月1日：駅舎を岩国市に譲渡し、地元のNPOふれあい交流館としての活用を開始する。同時に簡易委託駅となる。
- 2006年（平成18年）8月3日：駅舎が国の登録有形文化財（建造物）に登録される。

## 駅構造

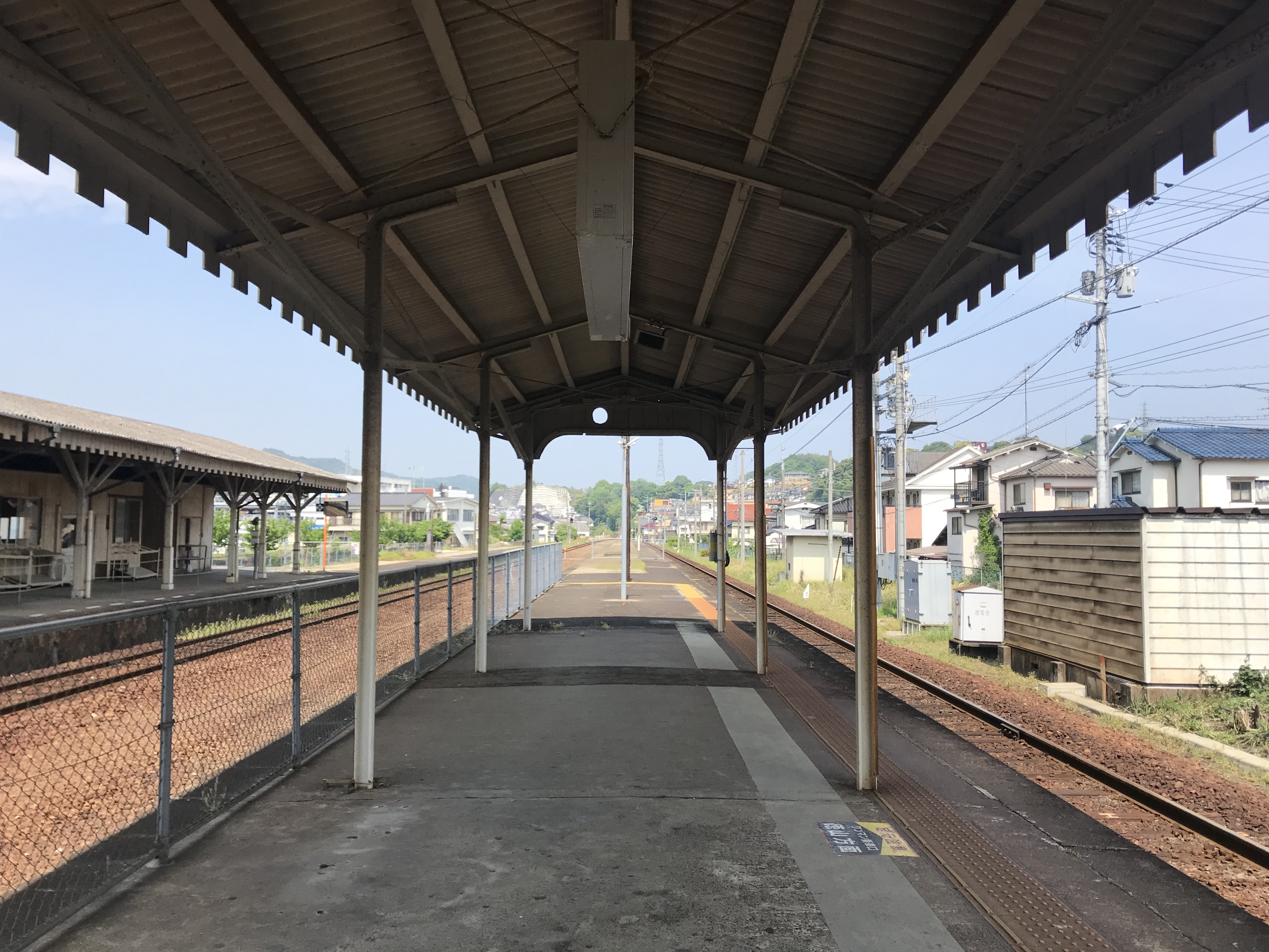
島式ホーム（2018年5月）。廃止された2番線側に柵が設置されている

単式ホーム1面1線、島式ホーム1面1線の地上駅。もとは相対式と島式の2面3線であったが、島式ホーム側の「2番線」が廃止撤去され、現在の姿になった。元々単式だった上りホーム「1番線」上に駅舎があり、互いのホームは玖珂寄りの跨線橋で連絡している。

### のりば
| のりば      | 路線                        | 方向 | 行先           |
| ----------- | --------------------------- | ---- | -------------- |
| 1（駅舎側） | ■岩徳線 （■錦川清流線含む） | 上り | 岩国方面       |
| 3（反対側） | ■岩徳線                     | 下り | 玖珂・徳山方面 |
| 3（反対側） | ■錦川清流線                 | 下り | 錦町方面       |

付記事項
- 以前は上記のようなのりば番号標が存在したが、2009年8月現在取り外されており、駅掲示時刻表を含めた案内上でも番号表記が使われていない。
- 駅舎内にはJR線（近距離専用）の自動券売機が設置されている。錦川清流線の乗車券は口座設定されていないため、錦川清流線方面へ乗車の場合は列車内にて精算する必要がある。駅出改札窓口は前述NPO法人の事務所として転用されており、簡易委託駅ではあるが対面での出改札業務は行っていないため実務上は無人駅である（自動券売機の設置前までは窓口にて乗車券の販売を行っていた）。当駅では自動券売機を窓口業務の代替とし、その売上の一部をNPO法人の収入とすることで、簡易委託駅の扱いとしている。この変則的手法は北陸本線の河毛駅などでも見られる。

駅舎に関して
- 駅舎のアーチ部分は錦帯橋を模した意匠である[6]。当駅の鉄道施設（旅客取扱面）としての管理駅は岩国駅だが、駅建物そのものの所有権はJR西日本から岩国市に移っており、実際の駅舎管理は岩国市より受託されたNPO法人西岩国・駅と広域まちづくりの会が行っている。
- 当駅の1番線ホームには、かつて団体客用もしくは出場用として使われていたと思われる木製のラッチが残っている。ただし、現在はタクシー用駐車場との境界柵が設置されているため、実際の出入りはできない。
- 駅舎内には、駅事務室を改装して設けた展示室がある。展示室以外には、倉庫等を改装して設けた、野菜・加工品・手芸品などの屋内展示・販売区画（旬彩館）や、野外広場を使った朝市会場（土曜朝市）がある。いずれも、地域交流等を目的として上記NPO法人が核になって運営している[7]。
- トイレは、駅舎の入口外にのみ設置されている[7]。

## 利用状況
1日の平均乗車人員は以下の通りである。
| 乗車人員推移 | 乗車人員推移 |
| 年度         | 1日平均人数  |
| ------------ | ------------ |
| 1999         | 665          |
| 2000         | 608          |
| 2001         | 569          |
| 2002         | 528          |
| 2003         | 494          |
| 2004         | 495          |
| 2005         | 518          |
| 2006         | 464          |
| 2007         | 406          |
| 2008         | 387          |
| 2009         | 380          |
| 2010         | 363          |
| 2011         | 350          |
| 2012         | 367          |
| 2013         | 373          |
| 2014         | 357          |
| 2015         | 363          |
| 2016         | 347          |
| 2017         | 353          |
| 2018         | 348          |
| 2019         | 373          |
| 2020         | 349          |
| 2021         | 324          |
| 2022         | 326          |

## 駅周辺
山口県道15号線沿いにあり、駅裏側から少し離れた所を錦川が流れる。なお、錦帯橋は1つ隣の川西駅のほうが近い。
- 岩国刑務所
- 山口地方裁判所・家庭裁判所岩国支部、岩国簡易裁判所
- 山口地方検察庁岩国支部、岩国区検察庁
- 山口地方法務局岩国支局
- 岩国錦見郵便局
- 岩国市市民球場
- 岩国総合支援学校
- 岩国自動車学校
- 大圓寺
- 天理教周陽分教会
- 国道2号
- 山口県道15号岩国玖珂線
- 新愛宕橋
- 錦川

## バス路線
駅前と付近に停留所が2ヵ所あるため、まとめて解説する。
西岩国駅
- いわくにバス
  - 16系統：岩国駅前、錦帯橋
  - 51系統：岩国駅前、岩国高校、岩国商業高校

※駅に乗り入れるバスは少ない。当駅から東へ300メートル（徒歩約5分）進むと、東錦見（）停留所がある。
西岩国
- 岩国市営美和バス
  - 松尾線：岩国駅前、鮎谷

※駅から岩国錦見郵便局方面へ約80メートル。

## その他
- 当駅は、2002年に放送されたホーム&アウェイ (テレビドラマ)のロケ地の1つとして登場した[7]。

## 隣の駅
西日本旅客鉄道（JR西日本）
■岩徳線（■錦川鉄道錦川清流線の列車含む）
岩国駅 - 西岩国駅 - 川西駅